# Raja CA - AS FAR en football
Vous pouvez aider à l'améliorer ou bien discuter des problèmes sur sa page de discussion.
- Il peut contenir un travail inédit ou des déclarations non vérifiées. Vous pouvez l’améliorer en ajoutant des références. (Marqué depuis avril 2024)

Vous pouvez aider à l'améliorer ou bien discuter des problèmes sur sa page de discussion.
- Il ne cite pas suffisamment ses sources. Vous pouvez indiquer les passages à sourcer avec {{référence nécessaire}} ou {{Référence souhaitée}}, et inclure les références utiles en les liant aux notes de bas de page. (Marqué depuis juin 2021)

- Archive Wikiwix
- Bing
- Cairn
- DuckDuckGo
- E. Universalis
- Gallica
- Google
- G. Books
- G. News
- G. Scholar
- Persée
- Qwant
- (zh) Baidu
- (ru) Yandex
- (wd) trouver des œuvres sur Wikidata

Raja Club Athletic – Association Sportive des FAR désigne la rivalité sportive qui oppose le Raja Club Athletic, basé à Casablanca, et l'Association Sportive des FAR, basée à Rabat, deux clubs de football marocains,,,,,,,.
Depuis la montée de l'ASFAR en Botola en 1959, les deux clubs se sont toujours affrontés au moins deux fois chaque saison en championnat. Il est aussi fréquent qu'ils s'affrontent en Coupe du trône, comme lors des finales des éditions de 1996, 2012 et 2023, remportés toutes les trois par Raja.
Il s'affrontent pour la première fois en Ligue des champions de la CAF en 2024.
Le premier match ayant opposé les deux formations eut lieu en 1959 au titre du championnat du Maroc 1959-1960, et s'était terminé en faveur du Raja sur le score de 1-0.

## Histoire
La rivalité entre Raja Club Athlétique et l'Association Sportive des FAR est considéré comme l'une des plus importantes du championnat après le Derby de Casablanca et le Classico marocain. Ses origines remontent à la fin de la saison 1959-1960, qui a notamment été marquée par une interruption à cause du séisme de 1960 d'Agadir, quand éclate une grande polémique après que la décision controversée de la  fédération d'annuler les résultats du Hassania d'Agadir, après qu'ASFAR ait été menant le titre par deux points. Devenir le trio (ASFAR - Raja - Kenitra AC) à égalité de points. Il a été décidé d'organiser un tournoi triangulaire, mais l'équipe du Raja s'est retiré et c'est en fin le KAC qui a remporté le titre après avoir battu l'ASFAR en finale.
Dans les années 1980, les deux équipes sont à leur summum; l'ASFAR remporte la première Ligue des champions de la CAF du Maroc en 1985, suivi du Raja qui s'adjuge le titre en 1989,. Plusieurs joueurs formés au sein des deux clubs font partie des piliers de la génération dorée de l'équipe nationale marocaine qui a notamment été la première équipe africaine à atteindre les huitièmes de finale à la Coupe du monde 1986, avant de s'incliner face à l'Allemagne de l'Ouest sur un but tragique de Lothar Matthäus à la 87e minute.
Malgré une baisse d'intensité dans les années 1990 due à la supériorité du Raja qui va connaître son âge d'or après la fusion avec le COC, les deux équipes se rencontrent pour la première fois en finale. Le 7 avril 1996, a lieu la finale de la coupe du trône 1996 au Stade Hassan II, et le Raja remporte le titre grâce à un but décisif de Abdellatif Jrindou à la 119e minute. C'est notamment la dernière fois que le roi Hassan II assiste à une finale de Coupe du trône avant son décès en 1999.
Au milieu des années 2000, et exactement lors de la saison 2004-2005, que cette rivalité a pris un nouveau souffle, lorsque les FAR ont arraché le titre après un championnat marathonien, en s'imposant face au Raja au Stade Mohamed V lors de la dernière journée, alors que les Verts n'avaient besoin que d'un match nul pour s'assurer le sacre. Les hooligans des deux clubs vont largement contribuer à l'aggravation des tensions.
Le 15 mai 2010, le Raja se déplace à Rabat pour affronter l'AS FAR au titre de la dernière journée du championnat. En tête du classement, les Verts doivent gagner pour s'assurer le titre. Cependant, ils peinent face à une équipe motivée qui veut jouer les troubles fêtes. Finalement, le but de Jawad Ouaddouch anéanti les rêves du Raja et offre le titre au Wydad.
Le 18 novembre 2012 au Stade Moulay Abdellah, le Raja remporte la Coupe du trône face à l'AS FAR aux tirs au but après que le temps réglementaire s'est soldé sur un score vierge. La fin de cette saison est similaire à celle de 2004-2005 mais dans le sens inverse, puisque c'est les Verts qui remportent le championnat après une course au titre acharnée avec leurs rivaux militaires.
La fin de la saison 2019-2020 est l'une des plus palpitantes de l'histoire de la Botola. Le 11 octobre 2020, le Raja, en tête du classement, reçoit l'AS FAR lors de l'ultime journée, et ont besoin d'une victoire pour remporter le championnat, en parallèle, le Wydad affronte le Fath US. La fin du premier carton affiche une parité 1-1 à Rabat tandis que le Raja est mené 0-1. À la 62e minute, Abdelilah Hafidi égalise pour le Raja. À la 88e minute, le Wydad marque un second but qui lui permet de passer devant au classement, avant que Hafidi ne récidive à la 90e minute et n'inscrive le second but qui sacre le Raja champion du Maroc.

## Liste des rencontres
| Date              | #    | Rencontre | Score | Compétition                                    |
| ----------------- | ---- | --------- | ----- | ---------------------------------------------- |
| 1959-1960         | 1er  | RCA-FAR   | 1-0   | Division 1                                     |
| 1959-1960         | 2e   | FAR-RCA   | 0-1   | Division 1                                     |
| 1959-1960         | 3e   | FAR-RCA   | 1-0   | Division 1                                     |
| 1960-1961         | 4e   | RCA-FAR   | 2-0   | Division 1                                     |
| 1960-1961         | 5e   | FAR-RCA   | 2-3   | Division 1                                     |
| 1961-1962         | 6e   | RCA-FAR   | 2-1   | Division 1                                     |
| 1961-1962         | 7e   | FAR-RCA   | 1-1   | Division 1                                     |
| 1962-1963         | 8e   | RCA-FAR   | 0-1   | Division 1                                     |
| 1962-1963         | 9e   | FAR-RCA   | 1-0   | Coupe du Trône - 1/4 de finale                 |
| 1962-1963         | 10e  | FAR-RCA   | 1-2   | Division 1                                     |
| 1963-1964         | 11e  | RCA-FAR   | 1-1   | Division 1                                     |
| 1963-1964         | 12e  | FAR-RCA   | 5-0   | Division 1                                     |
| 1963-1964         | 13e  | RCA-FAR   | 2-0   | Coupe du Trône - 1/4 de finale                 |
| 1964-1965         | 14e  | RCA-FAR   | 1-0   | Division 1                                     |
| 1964-1965         | 15e  | FAR-RCA   | 0-0   | Division 1                                     |
| 1966-1967         | 16e  | RCA-FAR   | 0-0   | Division 1                                     |
| 1966-1967         | 17e  | FAR-RCA   | 2-1   | Division 1                                     |
| 1967-1968         | 18e  | RCA-FAR   | 1-0   | Division 1                                     |
| 1967-1968         | 19e  | FAR-RCA   | 1-2   | Division 1                                     |
| 1968-1969         | 20e  | RCA-FAR   | 0-0   | Division 1                                     |
| 1968-1969         | 21e  | FAR-RCA   | 2-1   | Division 1                                     |
| 1969-1970         | 22e  | RCA-FAR   | 1-1   | Division 1                                     |
| 1969-1970         | 23e  | FAR-RCA   | 0-0   | Division 1                                     |
| 1970-1971         | 24e  | RCA-FAR   | 1-2   | Division 1                                     |
| 1970-1971         | 25e  | FAR-RCA   | 1-0   | Division 1                                     |
| 1971-1972         | 26e  | RCA-FAR   | 1-1   | Division 1                                     |
| 1971-1972         | 27e  | FAR-RCA   | 2-0   | Division 1                                     |
| 1972-1973         | 28e  | RCA-FAR   | 0-0   | Division 1                                     |
| 1972-1973         | 29e  | FAR-RCA   | 1-0   | Division 1                                     |
| 1973-1974         | 30e  | RCA-FAR   | 0-0   | Division 1                                     |
| 1973-1974         | 31e  | FAR-RCA   | 1-2   | Division 1                                     |
| 1974-1975         | 32e  | RCA-FAR   | 0-0   | Division 1                                     |
| 1974-1975         | 33e  | FAR-RCA   | 2-2   | Division 1                                     |
| 1975-1976         | 34e  | RCA-FAR   | 1-0   | Division 1                                     |
| 1975-1976         | 35e  | FAR-RCA   | 0-0   | Division 1                                     |
| 1976-1977         | 36e  | RCA-FAR   | 3-1   | Division 1                                     |
| 1976-1977         | 37e  | FAR-RCA   | 2-0   | Division 1                                     |
| 1977-1988         | 38e  | RCA-FAR   | 1-0   | Division 1                                     |
| 1977-1988         | 39e  | RCA-FAR   | 0-0   | Division 1                                     |
| 1978-1979         | 40e  | FAR-RCA   | 1-0   | Division 1                                     |
| 1978-1979         | 41e  | FAR-RCA   | 1-1   | Division 1                                     |
| 1979-1980         | 42e  | RCA-FAR   | 2-1   | Division 1                                     |
| 1979-1980         | 43e  | FAR-RCA   | 2-1   | Division 1                                     |
| 1980-1981         | 44e  | RCA-FAR   | 1-2   | Division 1                                     |
| 1980-1981         | 45e  | FAR-RCA   | 1-1   | Division 1                                     |
| 1981-1982         | 46e  | RCA-FAR   | 1-0   | Division 1                                     |
| 1981-1982         | 47e  | FAR-RCA   | 0-0   | Division 1                                     |
| 1982-1983         | 48e  | RCA-FAR   | 2-0   | Division 1                                     |
| 1982-1983         | 49e  | FAR-RCA   | 0-0   | Division 1                                     |
| 1983-1984         | 50e  | RCA-FAR   | 1-0   | Division 1                                     |
| 1983-1984         | 51e  | FAR-RCA   | 1-1   | Division 1                                     |
| 1984-1985         | 52e  | RCA-FAR   | 0-0   | Division 1                                     |
| 1984-1985         | 53e  | FAR-RCA   | 1-0   | Division 1                                     |
| 1985-1986         | 54e  | RCA-FAR   | 0-0   | Division 1                                     |
| 1985-1986         | 55e  | FAR-RCA   | 0-0   | Division 1                                     |
| 1985-1986         | 56e  | FAR-RCA   | 2-0   | Coupe du Trône - 1/8 de finale                 |
| 1986-1987         | 57e  | RCA-FAR   | 2-1   | Division 1                                     |
| 1986-1987         | 58e  | FAR-RCA   | 1-0   | Division 1                                     |
| 1987-1988         | 59e  | RCA-FAR   | 1-1   | Division 1                                     |
| 1987-1988         | 60e  | FAR-RCA   | 0-0   | Division 1                                     |
| 1988-1989         | 61e  | RCA-FAR   | 2-0   | Division 1                                     |
| 1988-1989         | 62e  | FAR-RCA   | 1-1   | Division 1                                     |
| 1989-1990         | 63e  | RCA-FAR   | 1-2   | Division 1                                     |
| 1989-1990         | 64e  | FAR-RCA   | 2-0   | Division 1                                     |
| 1989-1990         | 65e  | RCA-FAR   | 0-4   | Coupe du Trône - 1/4 de finale                 |
| 1990-1991         | 66e  | RCA-FAR   | 1-1   | Division 1                                     |
| 1990-1991         | 67e  | FAR-RCA   | 3-1   | Division 1                                     |
| 1991-1992         | 68e  | RCA-FAR   | 0-1   | Division 1                                     |
| 1991-1992         | 69e  | FAR-RCA   | 2-0   | Division 1                                     |
| 1992-1993         | 70e  | RCA-FAR   | 0-0   | Division 1                                     |
| 1992-1993         | 71e  | FAR-RCA   | 1-0   | Division 1                                     |
| 1993-1994         | 72e  | RCA-FAR   | 1-0   | Division 1                                     |
| 1993-1994         | 73e  | FAR-RCA   | 2-0   | Division 1                                     |
| 1994-1995         | 74e  | RCA-FAR   | 0-0   | Division 1                                     |
| 1994-1995         | 75e  | FAR-RCA   | 1-0   | Division 1                                     |
| 1995-1996         | 76e  | RCA-FAR   | 1-1   | Division 1                                     |
| 1995-1996         | 77e  | FAR-RCA   | 1-0   | Division 1                                     |
| 1995-1996         | 78e  | RCA-FAR   | 1-0   | Coupe du Trône - Finale                        |
| 1996-1997         | 79e  | RCA-FAR   | 2-0   | Division 1                                     |
| 1996-1997         | 80e  | FAR-RCA   | 0-0   | Division 1                                     |
| 1997-1998         | 81e  | RCA-FAR   | 2-0   | GNF 1                                          |
| 1997-1998         | 82e  | FAR-RCA   | 0-0   | GNF 1                                          |
| 1998-1999         | 83e  | RCA-FAR   | 2-0   | GNF 1                                          |
| 1998-1999         | 84e  | FAR-RCA   | 0-1   | GNF 1                                          |
| 1999-2000         | 85e  | RCA-FAR   | 0-0   | GNF 1                                          |
| 1999-2000         | 86e  | FAR-RCA   | 1-1   | GNF 1                                          |
| 1999-2000         | 87e  | FAR-RCA   | 0-0   | Coupe du Trône - 1/16 finale                   |
| 2000-2001         | 88e  | RCA-FAR   | 2-0   | GNF 1                                          |
| 2000-2001         | 89e  | FAR-RCA   | 0-0   | GNF 1                                          |
| 2001-2002         | 90e  | RCA-FAR   | 2-0   | GNF 1                                          |
| 2001-2002         | 91e  | FAR-RCA   | 1-2   | GNF 1                                          |
| 2001-2002         | 92e  | FAR-RCA   | 1-2   | Coupe du Trône - 1/2 finale                    |
| 2002-2003         | 93e  | RCA-FAR   | 2-0   | GNF 1                                          |
| 2002-2003         | 94e  | FAR-RCA   | 0-2   | GNF 1                                          |
| 2003-2004         | 95e  | RCA-FAR   | 1-0   | GNF 1                                          |
| 2003-2004         | 96e  | FAR-RCA   | 1-1   | GNF 1                                          |
| 9 janvier 2005    | 97e  | FAR-RCA   | 2-0   | GNF 1                                          |
| 19 juin 2005      | 98e  | RCA-FAR   | 0-2   | GNF 1                                          |
| 17 décembre 2005  | 99e  | FAR-RCA   | 2-0   | GNF 1                                          |
| 21 mai 2006       | 100e | RCA-FAR   | 0-1   | GNF 1                                          |
| 2 octobre 2006    | 101e | FAR-RCA   | 1-0   | GNF 1                                          |
| 24 février 2007   | 102e | RCA-FAR   | 0-0   | GNF 1                                          |
| 10 novembre 2007  | 103e | RCA-FAR   | 1-1   | GNF 1                                          |
| 9 avril 2008      | 104e | FAR-RCA   | 0-0   | GNF 1                                          |
| 22 septembre 2008 | 105e | FAR-RCA   | 4-1   | Botola 1                                       |
| 18 janvier 2009   | 106e | RCA-FAR   | 3-1   | Botola 1                                       |
| 30 août 2009      | 107e | RCA-FAR   | 1-0   | Botola 1                                       |
| 15 mai 2010       | 108e | FAR-RCA   | 1-0   | Botola 1                                       |
| 8 décembre 2010   | 109e | FAR-RCA   | 1-1   | Botola 1                                       |
| 17 avril 2011     | 110e | RCA-FAR   | 2-1   | Botola 1                                       |
| 25 septembre 2011 | 111e | FAR-RCA   | 0-0   | Botola Pro 1                                   |
| 18 février 2012   | 112e | RCA-FAR   | 3-1   | Botola Pro 1                                   |
| 18 novembre 2012  | 113e | FAR-RCA   | 0-0   | Coupe du Trône - Finale                        |
| 20 décembre 2012  | 114e | FAR-RCA   | 1-1   | Botola Pro 1                                   |
| 11 avril 2013     | 115e | RCA-FAR   | 1-1   | Botola Pro 1                                   |
| 27 octobre 2013   | 116e | RCA-FAR   | 1-0   | Botola Pro 1                                   |
| 16 avril 2014     | 117e | FAR-RCA   | 1-3   | Botola Pro 1                                   |
| 17 septembre 2014 | 118e | RCA-FAR   | 0-1   | Coupe du Trône - 1/8 de finale (aller)         |
| 21 septembre 2014 | 119e | RCA-FAR   | 2-1   | Botola Pro 1                                   |
| 24 septembre 2014 | 120e | FAR-RCA   | 3-2   | Coupe du Trône - 1/8 de finale (retour)        |
| 7 février 2015    | 121e | FAR-RCA   | 1-1   | Botola Pro 1                                   |
| 22 novembre 2015  | 122e | FAR-RCA   | 1-0   | Botola Pro 1                                   |
| 11 mai 2016       | 123e | RCA-FAR   | 1-4   | Botola Pro 1                                   |
| 23 décembre 2016  | 124e | RCA-FAR   | 1-1   | Botola Pro 1                                   |
| 21 mai 2017       | 125e | FAR-RCA   | 1-1   | Botola Pro 1                                   |
| 16 septembre 2017 | 126e | RCA-FAR   | 2-0   | Botola Pro 1                                   |
| 26 octobre 2017   | 127e | FAR-RCA   | 1-1   | Coupe du Trône- 1/2 finale (aller)             |
| 2 novembre 2017   | 128e | RCA-FAR   | 0-0   | Coupe du Trône- 1/2 finale (retour)            |
| 18 février 2018   | 129e | FAR-RCA   | 2-1   | Botola Pro 1                                   |
| 23 janvier 2019   | 130e | RCA-FAR   | 2-1   | Botola Pro 1                                   |
| 27 février 2019   | 131e | FAR-RCA   | 2-1   | Botola Pro 1                                   |
| 12 février 2020   | 132e | FAR-RCA   | 1-0   | Botola Pro 1                                   |
| 11 octobre 2020   | 133e | RCA-FAR   | 2-1   | Botola Pro 1                                   |
| 17 février 2021   | 134e | FAR-RCA   | 1-1   | Botola Pro 1                                   |
| 17 février 2021   | 135e | FAR-RCA   | 1-1   | Coupe du Trône- 1/4 de finale                  |
| 30 mai 2021       | 136e | RCA-FAR   | 3-2   | Botola Pro 1                                   |
| 2 janvier 2022    | 137e | FAR-RCA   | 1-1   | Botola Pro 1                                   |
| 29 juin 2022      | 138e | RCA-FAR   | 2-1   | Botola Pro 1                                   |
| 21 janvier 2023   | 139e | RCA-FAR   | 1-0   | Botola Pro 1                                   |
| 20 juin 2023      | 140e | FAR-RCA   | 0-0   | Botola Pro 1                                   |
| 2 septembre 2023  | 141e | RCA-FAR   | 2-2   | Botola Pro 1                                   |
| 11 février 2024   | 142e | RCA-FAR   | 1-1   | Botola Pro 1                                   |
| 1er juillet 2024  | 143e | RCA-FAR   | 2-1   | Coupe du Trône- finale                         |
| 22 octobre 2024   | 144e | RCA-FAR   | 0-0   | Botola Pro 1                                   |
| 26 novembre 2024  | 145e | RCA-FAR   | 0-2   | Ligue des champions de la CAF- phase de groupe |
| 11 janvier 2025   | 146e | FAR-RCA   | 1-1   | Ligue des champions de la CAF- phase de groupe |
| 23 février 2025   | 147e | FAR-RCA   | 0-0   | Botola Pro 1                                   |

## Palmarès
| Équipe  | Championnat | Coupe | Supercoupe | Compétitions africaines | Total |
| ------- | ----------- | ----- | ---------- | ----------------------- | ----- |
| AS FAR  | 13          | 12    | 4          | 2                       | 31    |
| Raja CA | 13          | 9     | 0          | 8                       | 30    |
| Total   | 26          | 20    | 4          | 10                      | 61    |